# براندون فاغنر
براندون فاغنر (بالإنجليزية: Brandon Wagner)‏ هو مهندس أمريكي، ولد في 4 مارس 1987 في لافاييت في الولايات المتحدة.